# Tapeinidium obtusatum
Tapeinidium obtusatum är en ormbunkeart som beskrevs av Cornelis Rugier Willem Karel van Alderwerelt van Rosenburgh. Tapeinidium obtusatum ingår i släktet Tapeinidium och familjen Lindsaeaceae. Inga underarter finns listade.